# Lobélie petite
Lobelia parva
Espèce
La lobélie petite (Lobelia parva) est une espèce de plantes à fleurs de la famille des campanulacées. Elle est endémique de l'île de La Réunion, département d'outre-mer français dans le sud-ouest de l'océan Indien.